# Sant Quirze del Vallès
Sant Quirze del Vallès (nome ufficiale in catalano; in spagnolo San Quirico de Tarrasa) è un comune spagnolo di 13 727 abitanti situato nella comunità autonoma della Catalogna.